# Tipulodina ceylonica
Tipulodina ceylonica är en tvåvingeart som först beskrevs av Edwards 1927.  Tipulodina ceylonica ingår i släktet Tipulodina och familjen storharkrankar.
Artens utbredningsområde är Sri Lanka. Inga underarter finns listade i Catalogue of Life.